# Indianapolis 500 2010

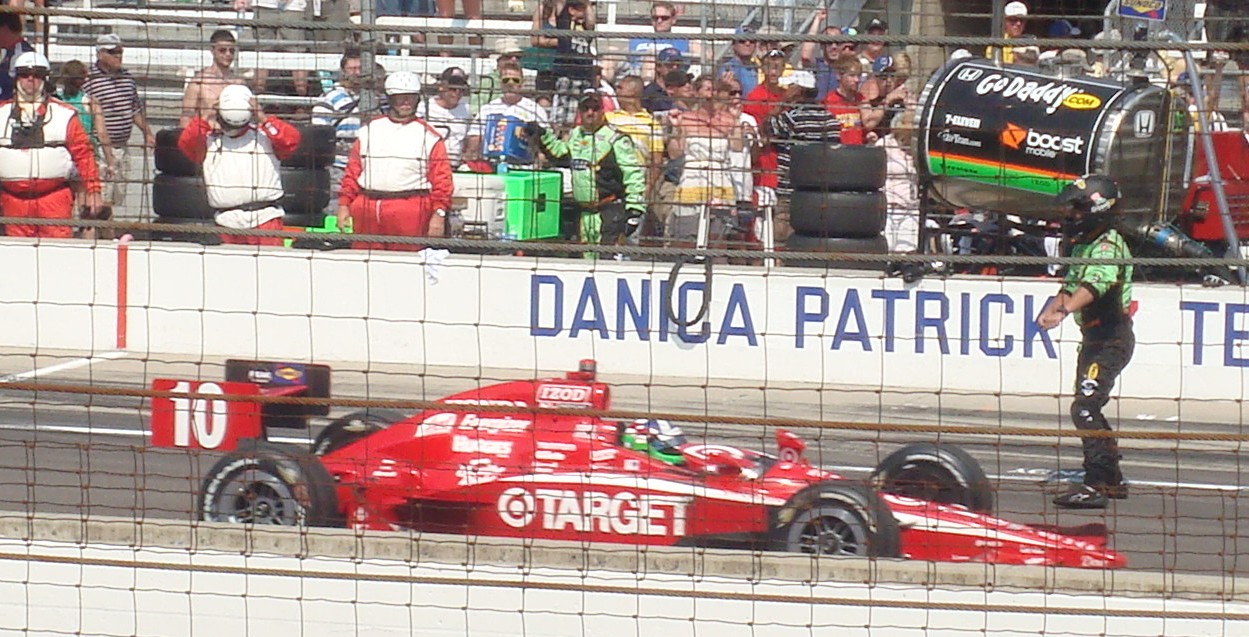
Dario Franchitti nach seinem Sieg 2010

Das 94. Indianapolis 500 (offiziell 94th Running of the Indianapolis 500) auf dem Indianapolis Motor Speedway fand am 30. Mai 2010 statt und ging über eine Distanz von 200 Runden à 4,023 km, was einer Gesamtdistanz von 804,672 km entspricht.

## Bericht
Der aus der ersten Reihe, vom dritten Platz aus gestartete Dario Franchitti übernahm die Führung in der ersten Runde. Bereits in der zweiten Kurve lösten Davey Hamilton und Tomas Scheckter die erste Gelbphase aus. Die beiden konnten sich nicht einigen über die Vorfahrt und die Fahrer gaben sich gegenseitig die Schuld am Unfall, Scheckter konnte das Rennen fortsetzen. In der fünften Runde kam es zum Restart, wegen eines Drehers in die Mauer von Bruno Junqueira kamen gleich wieder die gelben Flaggen heraus. Danach war für längere Zeit das Fahrerfeld im Renntempo unterwegs. In der 31. Runde überholte Will Power Franchitti und löste ihn an der Spitze ab. Beim ersten Boxenstopp von Power ließ sich der Tankschlauch nicht mehr entfernen vom Auto. Power fuhr trotzdem los und verlor den abgerissenen Schlauch. Die Rennleitung strafte dies mit einer Boxendurchfahrt, Power fiel bis auf den 25. Platz zurück. Auch bei den weiteren Stopps von Power gab es Probleme, trotzdem fuhr er auf den achten Rang nach vorne. Bis zur Hälfte des Rennens führte Franchitti das Rennen an. In der 65. Runde prallte John Andretti in die Mauer und löste damit die nächste Neutralisation des Rennens aus. Unter Gelb steuerten Scott Dixon und Raphael Matos die Boxen an. Bei beiden wurde ein Rad nicht richtig befestigt, was zur Folge hatte, dass die Räder beim Verlassen der Boxen von den Autos fielen. Der vom letzten Platz (33.) aus gestartete Tony Kanaan zeigte eine außerordentliche Aufholjagd, er lag nach seinem zweiten Stopp bereits auf dem 4. Platz. Eine weiter Gelbphase kam in der 106. Runde, nach dem Vítor Meira die Außenmauer touchierte. Die meisten Fahrer legten unter Gelb einen Stopp ein, kurzzeitig übernahm Scheckter die Führung, Franchitti überholte ihn nach dem Neustart aber wieder. Franchitti fuhr einen Vorsprung von beinahe 10 Sekunden heraus, Kanaan lag auf dem zweiten Rang nach 142 Runden. Die Reihenfolge änderte sich ab diesem Zeitpunkt meist nur noch wegen weiteren Stopps. Beim drittplatzierten Helio Castroneves ging beim Verlassen der Box der Motor aus, was ihn auf den 16. Platz zurückwarf. Ein Dreher von Sebastián Saavedra in Runde 161 führte zu einer weiteren kurzen Gelbphase. Die meisten Fahrer kamen an die Boxen, Mike Conway, Justin Wilson, Castroneves und Graham Rahal blieben auf der Strecke und belegten die ersten vier Plätze. Gegen Ende des Rennens hatte keiner der vier genug Treibstoff, um das Rennen zu beenden. Nach dem alle vier Fahrer acht Runden vor Schluss nochmals stoppten, übernahm Franchitti wieder die Spitze vor Kanaan, der nochmals an die Boxen musste und auf den 11. Platz abrutschte. Auch Franchitti musste das Tempo drosseln, um über die letzten Runden zu kommen, eine weitere Neutralisation des Rennens sicherte ihm schlussendlich den Sieg. Ein schwerer Unfall zwischen Ryan Hunter-Reay, der plötzlich verlangsamte wegen Kraftstoffmangels, wurde getroffen von Conway. Sein Auto schleuderte in die Luft, heftig in den Fangzaun und blieb schließlich komplett zerstört kopfüber auf der Rennstrecke liegen. Die heranfahrende Ana Beatriz drehte sich ebenfalls und prallte an die Innenwand des Ovals. Conway musste mit einem Halswirbelbruch und einer Oberschenkelfraktur ins Krankenhaus geflogen werden, seine vollständige Genesung dauerte mehrere Monate.

## Startaufstellung
| Reihe | Nr. | Innen               | Nr. | Mitte              | Nr. | Außen             |
| ----- | --- | ------------------- | --- | ------------------ | --- | ----------------- |
| 1     | 3   | Hélio Castroneves   | 12  | Will Power         | 10  | Dario Franchitti  |
| 2     | 6   | Ryan Briscoe        | 77  | Alex Tagliani      | 9   | Scott Dixon       |
| 3     | 30  | Graham Rahal        | 20  | Ed Carpenter       | 06  | Hideki Mutoh      |
| 4     | 99  | Townsend Bell       | 22  | Justin Wilson      | 2   | Raphael Matos     |
| 5     | 32  | Mario Moraes        | 21  | Davey Hamilton     | 24  | Mike Conway       |
| 6     | 26  | Marco Andretti      | 37  | Ryan Hunter-Reay   | 4   | Dan Wheldon       |
| 7     | 8   | E. J. Viso          | 23  | Tomas Scheckter    | 25  | Ana Beatriz       |
| 8     | 78  | Simona de Silvestro | 7   | Danica Patrick     | 36  | Bertrand Baguette |
| 9     | 33  | Bruno Junqueira     | 19  | Alex Lloyd         | 34  | Mario Romancini   |
| 10    | 43  | John Andretti       | 67  | Sarah Fisher       | 14  | Vítor Meira       |
| 11    | 5   | Takuma Satō         | 29  | Sebastián Saavedra | 11  | Tony Kanaan       |

## Klassifikationen

### Endresultat
| Pos. | Nr. | Fahrer                  | Team                     | Rd. | Zeit/Rückstand | Führungsrunden | Start |
| ---- | --- | ----------------------- | ------------------------ | --- | -------------- | -------------- | ----- |
| 1    | 10  | Dario Franchitti (W)    | Chip Ganassi Racing      | 200 | 3:05:37.0131   | 155            | 3     |
| 2    | 4   | Dan Wheldon (W)         | Panther Racing           | 200 | 0.1536         |                | 18    |
| 3    | 26  | Marco Andretti          | Andretti Autosport       | 200 | 23.5251        | 1              | 16    |
| 4    | 19  | Alex Lloyd              | Dale Coyne Racing        | 200 | 20.9876        |                | 26    |
| 5    | 9   | Scott Dixon (W)         | Chip Ganassi Racing      | 200 | 21.4922*       |                | 6     |
| 6    | 7   | Danica Patrick          | Andretti Autosport       | 200 | 21.7560*       |                | 23    |
| 7    | 22  | Justin Wilson           | Dreyer & Reinbold Racing | 200 | 25.9761        | 11             | 11    |
| 8    | 12  | Will Power              | Team Penske              | 200 | 30.2474        | 5              | 2     |
| 9    | 3   | Hélio Castroneves (W)   | Team Penske              | 200 | 33.0137        | 3              | 1     |
| 10   | 77  | Alex Tagliani           | FAZZT Race Team          | 200 | 34.2482        |                | 5     |
| 11   | 11  | Tony Kanaan             | Andretti Autosport       | 200 | 59.5957        |                | 33    |
| 12   | 30  | Graham Rahal            | Rahal Letterman Racing   | 200 | 59.9739        |                | 7     |
| 13   | 34  | Mario Romancini (R)     | Conquest Racing          | 200 | 1:05.0219      |                | 27    |
| 14   | 78  | Simona de Silvestro (R) | HVM Racing               | 200 | 1:01.6745      |                | 22    |
| 15   | 23  | Tomas Scheckter         | Dreyer & Reinbold Racing | 199 | 1 Rd.          | 5              | 20    |
| 16   | 99  | Townsend Bell           | Sam Schmidt Motorsports  | 199 | 1 Rd.          |                | 10    |
| 17   | 20  | Ed Carpenter            | Panther Racing           | 199 | 1 Rd.          |                | 8     |
| 18   | 37  | Ryan Hunter-Reay        | Andretti Autosport       | 198 | Unfall         |                | 17    |
| 19   | 24  | Mike Conway             | Dreyer & Reinbold Racing | 198 | Unfall         | 15             | 15    |
| 20   | 5   | Takuma Satō (R)         | KV Racing Technology     | 198 | 2 Rd.          |                | 31    |
| 21   | 25  | Ana Beatriz (R)         | Dreyer & Reinbold Racing | 196 | Unfall         |                | 21    |
| 22   | 36  | Bertrand Baguette (R)   | Conquest Racing          | 183 | 17 Rd.         |                | 24    |
| 23   | 29  | Sebastián Saavedra (R)  | Bryan Herta Autosport    | 159 | Unfall         |                | 32    |
| 24   | 6   | Ryan Briscoe            | Team Penske              | 147 | Unfall         | 5              | 4     |
| 25   | 8   | E. J. Viso              | KV Racing Technology     | 139 | Unfall         |                | 19    |
| 26   | 67  | Sarah Fisher            | Sarah Fisher Racing      | 125 | Unfall         |                | 29    |
| 27   | 14  | Vítor Meira             | A. J. Foyt Enterprises   | 105 | Unfall         |                | 30    |
| 28   | 06  | Hideki Mutoh            | Newman/Haas Racing       | 76  | Handling       |                | 9     |
| 29   | 2   | Raphael Matos           | De Ferran Dragon Racing  | 72  | Unfall         |                | 12    |
| 30   | 43  | John Andretti           | Andretti Autosport       | 62  | Unfall         |                | 28    |
| 31   | 32  | Mario Moraes            | KV Racing Technology     | 17  | Unfall         |                | 13    |
| 32   | 33  | Bruno Junqueira         | FAZZT Race Team          | 7   | Unfall         |                | 25    |
| 33   | 21  | Davey Hamilton          | De Ferran Dragon Racing  | 0   | Unfall         |                | 14    |

(R)=Rookie / (W)=früherer Gewinner / Reifen: alle mit Firestone / Motor: alle mit Honda / Chassis: alle mit Dallara / Gelbphasen: 5 für 27 Runden

## Führungsrunden
| Fahrer            | Team                     | Anzahl |
| ----------------- | ------------------------ | ------ |
| Dario Franchitti  | Chip Ganassi Racing      | 155    |
| Mike Conway       | Dreyer & Reinbold Racing | 15     |
| Justin Wilson     | Dreyer & Reinbold Racing | 11     |
| Tomas Scheckter   | Dreyer & Reinbold Racing | 5      |
| Ryan Briscoe      | Team Penske              | 5      |
| Will Power        | Team Penske              | 5      |
| Hélio Castroneves | Team Penske              | 3      |
| Marco Andretti    | Andretti Autosport       | 1      |